# Now That's What I Call Music! 17 (série dos Estados Unidos)
Now That's What I Call Music! 17 é uma compilação de vários artistas.